# Сент-Обен-д’Обинье
Сент-Обен-д’Обинье (фр. Saint-Aubin-d'Aubigné) — коммуна на северо-западе Франции, находится в регионе Бретань, департамент Иль и Вилен, округ Ренн, кантон Валь-Куэнон. Коммуна расположена в 18 км к северу от Ренна, в 13 км от автомагистрали А84 "Дорога эстуарий". 
Население (2018) — 3 859 человек. 

## История
Во время Великой французской революции коммуна становится столицей кантона и заявляет о поддержке Республики. Это проявляется, в частности, в участии в революционных праздниках, главным из которых является празднование годовщины казни короля Людовика XVI с принесением клятвы ненависти королю и анархии, отмечаемой с 1795 года. В этот период коммуна носит имя Обен-Филоном. 
Расположенный на дороге из Ренна в Авранш, Сент-Обен-д’Обинье привлекал местных фермеров еженедельным рынком и ежегодными ярмарками. В коммуне также ежегодно отмечается праздник сельского хозяйства.

## Достопримечательности
- Шато Сент-Обен XV—XIX веков
- Церковь Святого Альбина (Обена) конца XIX века

## Экономика
Структура занятости населения:
- сельское хозяйство — 4,0 %
- промышленность — 5,2 %
- строительство — 6,2 %
- торговля, транспорт и сфера услуг — 31,1 %
- государственные и муниципальные службы — 53,5 %

Уровень безработицы (2018) — 7,5 % (Франция в целом —  13,4 %, департамент Иль и Вилен — 10,4 %). 

Среднегодовой доход на 1 человека, евро (2018) — 22 420 (Франция в целом — 21 730, департамент Иль и Вилен — 22 230).

## Демография
Динамика численности населения, чел.

## Администрация
Пост мэра Сент-Обен-д’Обинье с 2014 года занимает Жак Ришар (Jacques Richard).  На муниципальных выборах 2020 года возглавляемый им независимый список победил в 1-м туре, получив 53,89 % голосов.
| Период | Период | Фамилия        | Партия                                      | Примечания                                              |
| ------ | ------ | -------------- | ------------------------------------------- | ------------------------------------------------------- |
| 1973   | 1977   | Люсьен Бенар   | Разные правые                               | судебный пристав, член Генерального совета департамента |
| 1977   | 1977   | Анри Триверьо  | Разные правые                               | инженер-консультант                                     |
| 1977   | 1991   | Жан-Поль Ридар | Союз за французскую демократию              | фармацевт, член Генерального совета департамента        |
| 1991   | 1992   | Морис Синтре   | Разные правые                               | художник                                                |
| 1992   | 2014   | Пьер Эно       | Социалистическая партия                     | учитель, член Генерального совета департамента          |
| 2014   |        | Жак Ришар      | Союз демократов и независимых Разные правые | военнослужащий в отставке                               |

## Галерея

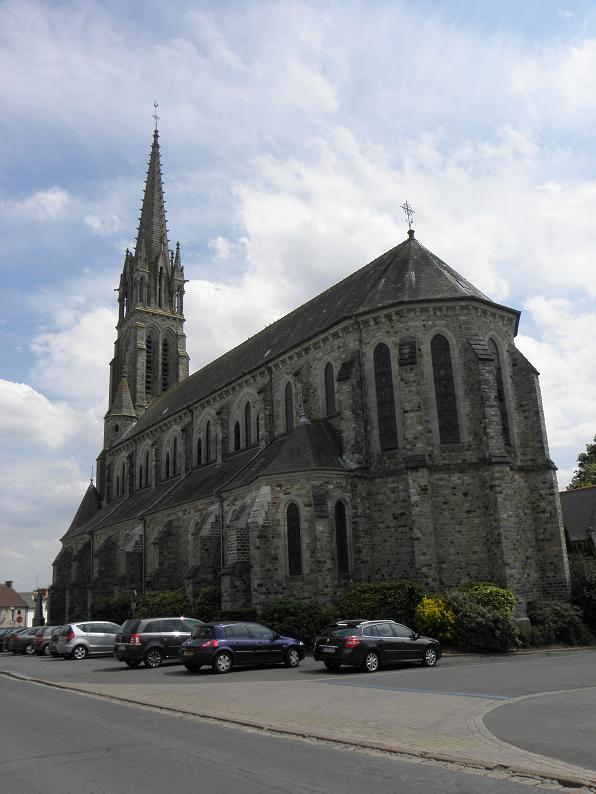
Церковь Святого Альбина